# Dante Carniel
Dante Carniel (Trieszt, 1887. szeptember 13. – Trieszt, 1959. május 2.) világbajnok olasz tőrvívó.